# Cours National (Saintes)
Le cours National est voie de la commune française de Saintes, en Charente-Maritime.

## Situation et accès
Long d'environ 700 m, il reprend en partie le tracé des anciennes douves qui ceinturaient la ville médiévale jusqu'à la fin du XVIIIe siècle.
De nos jours, le cours National reste l'un des axes majeurs du centre-ville de Saintes. Il forme un ensemble rectiligne dans le prolongement du cours Lemercier et de la place du Bastion, de l’esplanade du Maréchal-Foch, du pont Palissy et de l’avenue Gambetta. Il accueille cafés, restaurants, boutiques (Galeries Lafayette notamment) et reste l'un des lieux de promenade les plus fréquentés de la ville.

## Historique
L'aménagement des anciennes douves en promenade arborée est projetée dès la seconde moitié du XVIIIe siècle par l'intendant Guéau de Reverseaux dans le but « d'aérer » la ville ancienne, qui reste à cette époque enserrée dans ses fortifications médiévales. Sous la direction de l'ingénieur Duchesne, une partie des remparts est abattue et les douves comblées. La crise économique, puis la Révolution retardent cependant considérablement le projet, qui n'est finalement achevé que sous la Restauration (1815).
La mise en valeur de cet espace intervient par étape, mais selon un plan d'urbanisme bien défini. De fait, si les immeubles bordant le boulevard sont de style et d'époques différentes, les façades sont alignées au cordeau (à l'exception notable de la Villa Musso, siège de l'office du tourisme), donnant à cet ensemble éclectique une certaine cohésion.
Il faut attendre le Second Empire (époque de prospérité pour la ville, conséquence du développement du commerce des eaux-de-vie de Cognac) pour que le cours National (alors baptisé cours Impérial) prenne son aspect actuel. Des édifices monumentaux sortent de terre, tels le Théâtre ou le Palais de Justice. Des immeubles modernes en pierre de taille sont édifiés par de riches négociants (immeubles Geay-Closel), des trottoirs sont aménagés pour faciliter la circulation des piétons. Des platanes viennent apporter un peu d'ombre aux promeneurs.
En 1903 est inaugurée la Maison universelle, un grand magasin que le « Moniteur de la Saintonge », un quotidien de l'époque, décrit comme « digne d'une grande ville par son ensemble [et] ses larges proportions ». De nouveaux immeubles sont construits en 1906 et 1910 (Maisons Balley) dans un style assez peu répandu dans la région, le style Art nouveau. L'hôtel des postes est élevé quelques années plus tard (1913-1925) sous la direction des architectes Balley, puis Grizet. Durant la même époque est mis en service un tramway (la « Vache noire »), lequel reprenait en totalité le tracé de l'avenue Gambetta et du cours National.

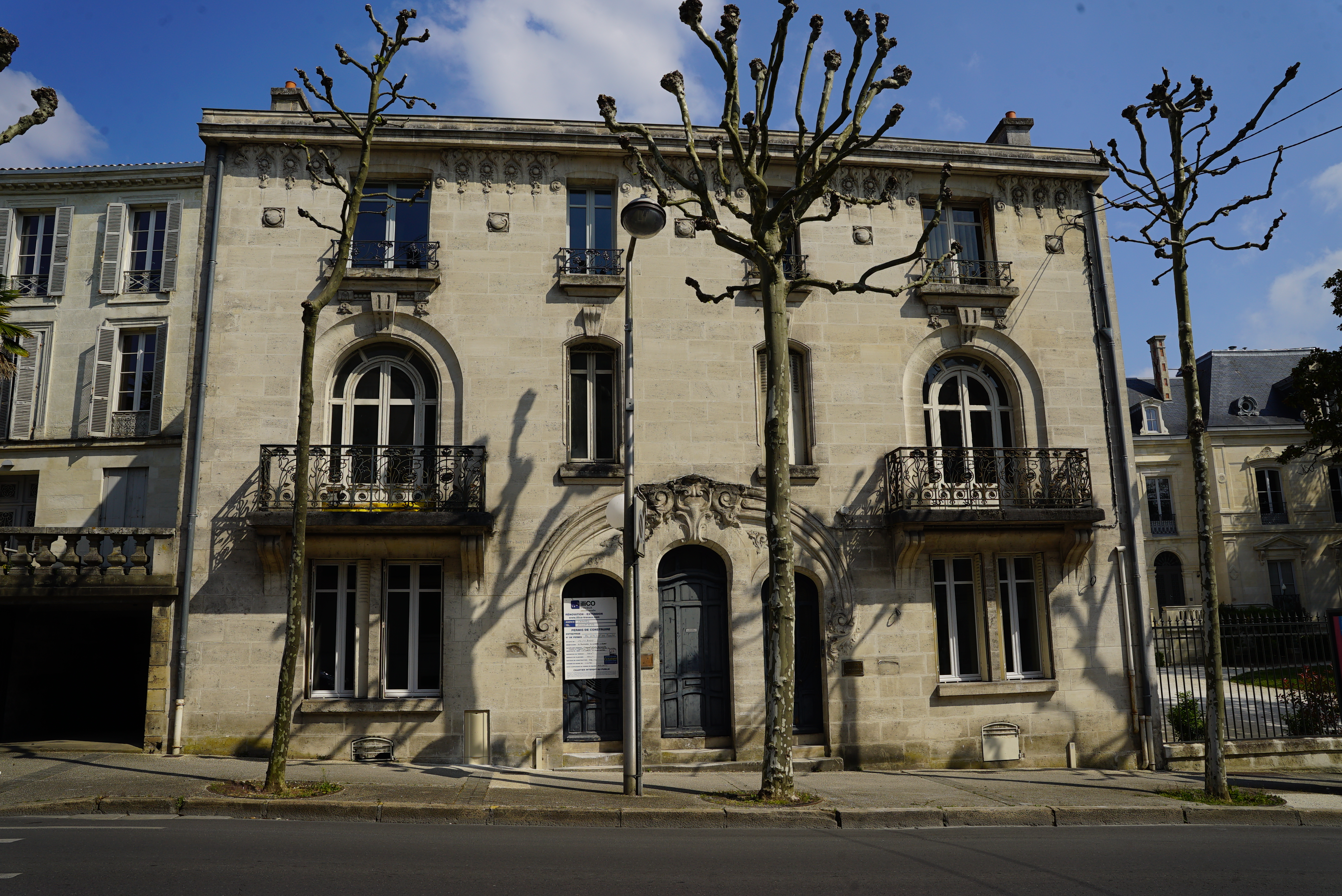
Maison Balley, art nouveau.
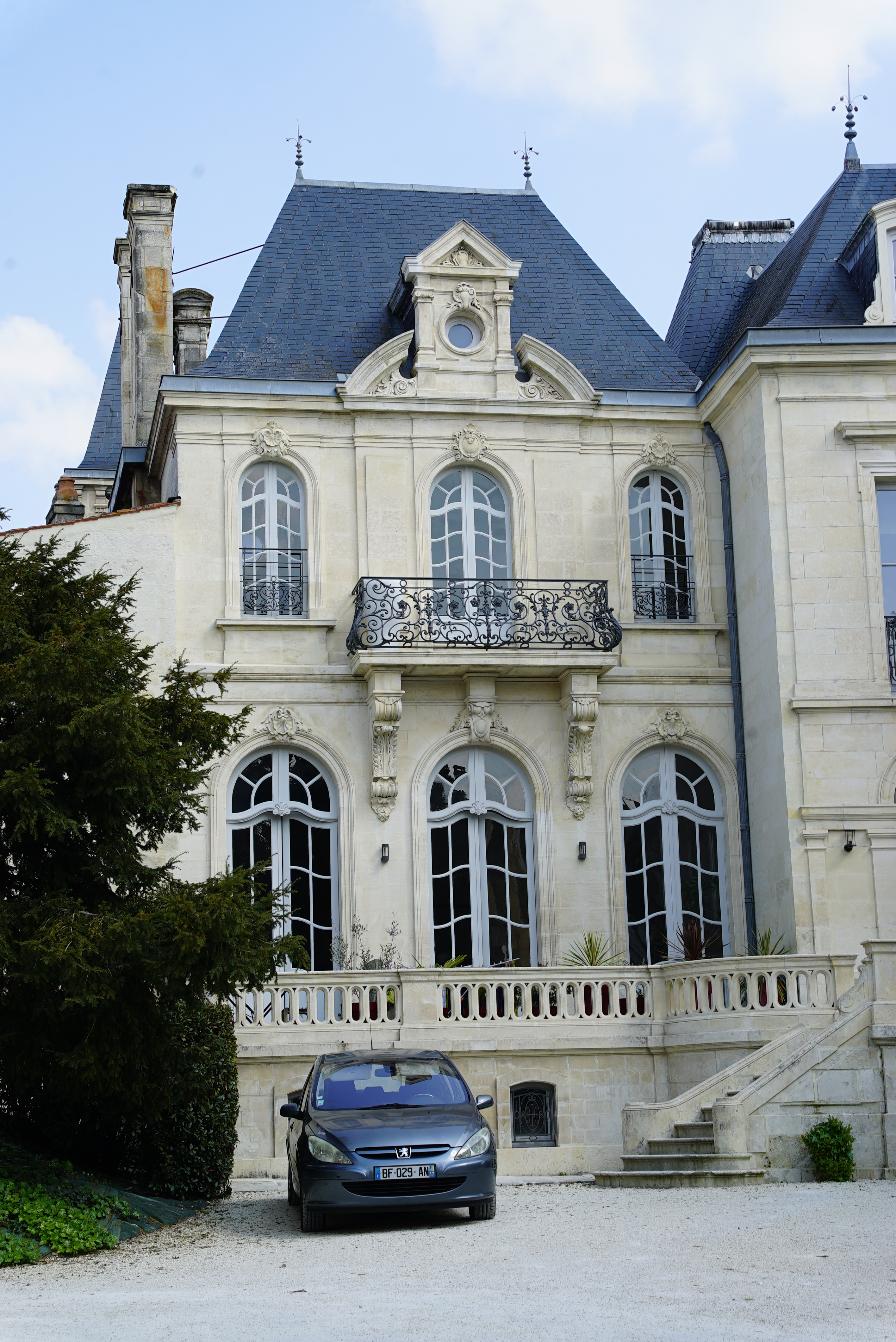
Villa Musso.
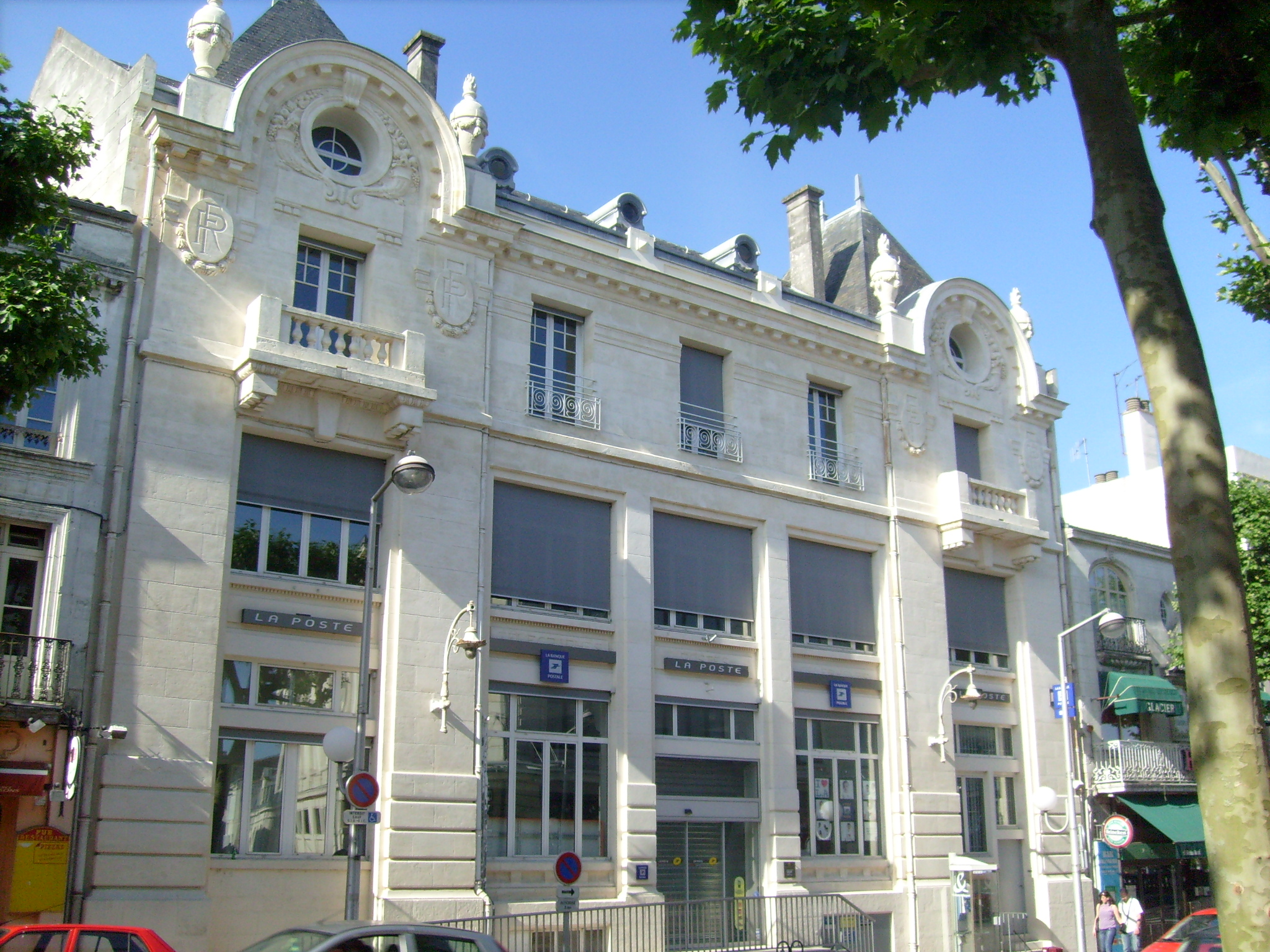
Hôtel des Postes.
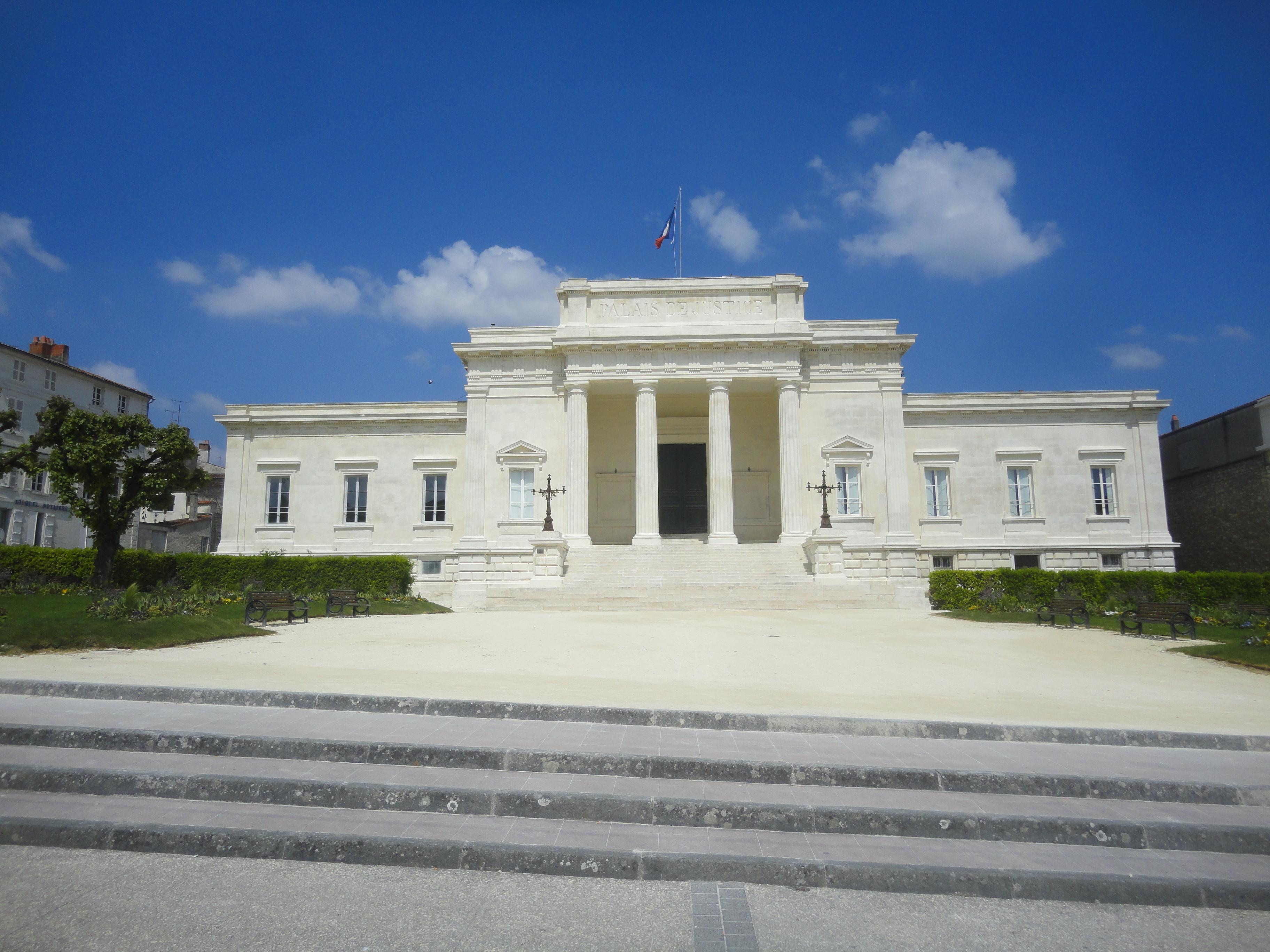
Palais de Justice.

## Bâtiments remarquables et lieux de mémoire
Chaque 14 juillet, jour de la fête nationale, le cours National est également le cadre du traditionnel défilé militaire.